# Frémainville
Frémainville egy község Franciaországban. Lakosainak száma 502 fő (2022. január 1.).

## Földrajza
Frémainville Avernes, Jambville, Lainville-en-Vexin, Seraincourt és Théméricourt községekkel határos.